# エリオット国際関係大学院
エリオット・スクール（英: Elliott School）またはエリオット国際関係大学院（エリオットこくさいかんけいだいがくいん、英: Elliott School of International Affairs、ESIA）は、アメリカ・ワシントン特別区に本部を置くジョージ・ワシントン大学の大学院。国際関係大学院協会（APSIA）会員。国際関係学、国際開発学、国際経済学、国際法学、安全保障学、紛争解決学などの分野に特化したプロフェッショナル・スクール。
校名はジョージ・ワシントン大学の学長を務めたロイド・ハートマン・エリオット（Lloyd Hartman Elliott）に由来する。ワシントン特別区中枢のフォギー・ボトムに本キャンパスを構え、建物から徒歩で10分の所にはホワイトハウス、建物から通りを挟んだ所には世界銀行や国際通貨基金などの国際機関があり、付近には米国連邦政府関係の施設や政策系シンクタンク、開発NGOの本部も多数密集している。また、イタリアのボローニャ、中国の南京市にもキャンパスを置く。

## プログラム
- 修士号
- ジョイント・ディグリー（M.A.およびMBA）
- サーティフィケート

## 評価
国際関係学の分野において世界的に最も優れた大学院の一つとされ、2012年には米『フォーリン・ポリシー』誌が1,000人の専門家を対象に調査した結果、その38％がエリオット・スクールの修士課程を優れたプログラムとして評価した。この調査の結果、2005年のランキング開始以来、エリオット・スクールはハーバード大学のケネディスクール、プリンストン大学のウッドロウ・ウィルソン公共政策・国際関係大学院、タフツ大学のフレッチャー法律外交大学院などに次いで、国際関係大学院としての世界的な地位を確立している。
フォーリン・ポリシー誌によるランキング（2012年）
1. ジョージタウン大学（エドムンド・A・ウォルシュ外交大学院/SFS）(69%)
2. ジョンズ・ホプキンズ大学（ポール・H・ニッツェ高等国際関係大学院/SAIS）(60%)
3. ハーバード大学（ケネディ行政大学院）(57%)
4. プリンストン大学（ウッドロウ・ウィルソン公共政策・国際関係大学院/WWS）(44%)
5. タフツ大学（フレッチャー法律外交大学院）(41%)
6. コロンビア大学（国際公共政策大学院/SIPA）(40%)
7. ジョージワシントン大学（エリオット国際関係大学院/ESIA）(38%)
8. アメリカン大学（国際関係大学院/SIS）(20%)
9. ロンドン・スクール・オブ・エコノミクス（LSE）(12%)
10. シカゴ大学(8%)

## 註釈
1. ↑  北米で見られる高度専門職業人養成校
2. ↑  
Foreign Policy, Ranking 2012